# Матрунецкий, Жорж Иванович
Жо́рж (Гео́ргий) Ива́нович Матруне́цкий (6 июня 1934 года, Керчь — 27 июля 2000 года, Керчь) — художник-маринист, работавший в Керчи. Заслуженный художник Автономной Республики Крым (2000).

## Биография
Родился 6 июня 1934 года в семье рабочего-молотобойца Ивана Константиновича Матрунецкого в городе Керчь (Крым), где будущие родители художника поселились после раскулачивания. В 1967 году Жорж окончил Крымское художественное училище (Симферополь), где учился у преподавателей В. Капитонова и Г. Куриленко по классу живописи. Работал архитектором в керченских организациях (с 1967); оформителем Керченского пищеторга (1968—1970) и дворца спорта Керченского судостроительного завода «Залив» (1982—1998). Жил и работал в Керчи, где умер 27 июля 2000 года после тяжёлой болезни.

## Творчество
Жорж Матрунецкий писал пейзажи Крыма, преимущественно морские и прибрежные, избрав для себя технику многослойной темперы. По воспоминаниям друзей, художник постоянно экспериментировал, подмешивая в краски различные посторонние компоненты. Лейтмотивом целого ряда его работ, поступивших впоследствии в фонды Восточно-Крымского историко-культурного музея-заповедника, стало творческое осмысление многовековой истории города Керчь. Участвовал в республиканских, всесоюзных и международных (с 1960-х годов) выставках. С 1988 года член Национального союза художников Украины. Персональные выставки неоднократно состоялись в Керчи, Судаке, Симферополе, Киеве, Одессе, Москве. Отдельные работы хранятся в Феодосийской картинной галерее, Одесском музее западного и восточного искусства, Одесском морском музее, Симферопольском художественном музее, частных коллекциях США, стран Европы.

## Произведения
Наиболее известные произведения:
- «Берега» (1983)
- «Край рыбацкий», «У моря Чёрного» (1984)
- «Приморская сторона», «Скворечник» (1985)
- «Северный пейзаж», «Утренний ветер» (1986)
- «Звездная окраина» (1987)
- «На юге» (1988)
- «Керченский берег» (1991)
- «Лечу над Керчью» (1998)
- «Безымянное созвездие» (1999).

## Память
В Керченской картиной галерее открыта постоянная экспозиция полотен художника. В 1997 году украинским телевидением был снят документальный фильм о творчестве Матрунецкого. Об оригинальной манере художника в разное время писали Александр Люсый, Игорь Сид, Александр Грановский. В июле-августе 2019 в Керченской картиной галерее прошла ретроспективная выставка работ Ж. Матрунецкого.
4 сентября 2019 года в Керчи, в городской картинной галерее прошла мемориальная культурная акция в честь 85-летия художника с участием режиссёра и композитора Пита Аникина, поэта и исполнителя Василия Нестеренко, писателя Игоря Сида и других авторов, посвятивших художнику свои произведения.

## Цитаты
«Лучший живописец Керчи Жорж Матрунецкий умер пару лет назад от болезни почек, продолжая подрабатывать где-то художником-оформителем. Его достоверные до полной сказочности пейзажи, где море переходит в сушу мучительно постепенно и волны вылизывают стены жилых хибарок, а лодки служат хибаркам кровлей даже на холмах, видимо, должны теперь сильно подняться в цене. За несколько лет до смерти Жоржа его выставку в Симферополе посетил высокий заокеанский гость из клана Кеннеди, знаток живописи, и сходу отобрал значительную часть работ для приобретения. Однако автора, жившего в Керчи без телефона, за пару дней „не нашли“, Кеннеди уехал ни с чем.» (Игорь СИД. Город вечной мечты. Журнал «Крым», № 1 (2), 2002)